# Jean François Marie de La Rochefoucauld
Jean François Marie de La Rochefoucauld, treizième duc de La Rochefoucauld, duc de Liancourt, duc d'Anville, prince de Marcillac, né à Paris le 10 mars 1887 et mort dans la même ville le 3 janvier 1970, est le chef de l'une des plus anciennes familles de la noblesse française, maire de Montmirail et conseiller général de la Marne.

## Biographie
Fils de Marie François Gabriel (prénommé Alfred) de La Rochefoucauld (1854-1926) et de Pauline Piscatory de Vaufreland (1864-1934), Jean naît le 10 mars 1887 à Paris 8ème.
Son père est un descendant direct de l'écrivain François de La Rochefoucauld (1613-1680) et de l'homme politique François Alexandre Frédéric de La Rochefoucauld (1747-1827). Sa mère quant à elle, est l'arrière petite fille du général-vicomte Achille Piscatory de Vaufreland.
Avec sa sœur aînée, la comtesse Marie-Françoise de la Rochefoucauld, et son frère le comte Georges de la Rochefoucauld, Jean mène une enfance privilégiée. La famille passe l'hiver à Paris et le reste de l'année dans sa propriété de Beaumont à Montmirail. Comme pour tous les enfants de la famille, son éducation n'est complète que lorsqu'il a fait le tour d'Europe et sachant parler quatre à cinq langues étrangères.
Lors de la Première Guerre mondiale, il est appelé à l'activité dans le 31e régiment de dragons et arrive au corps le 1er août 1914. Il est promu sous-lieutenant par décret présidentiel du 24 septembre 1914, passe au 1er régiment de hussards en mai 1916 puis est engagé au 3ème régiment de chasseurs la même année. Son frère Georges, lieutenant-observateur, sera tué lors d'un combat aérien le 4 juillet 1915 à Marchiennes.
En 1909, son oncle paternel, François XVI de La Rochefoucauld, 11e duc de La Rochefoucauld, perd son unique enfant à l'âge de 3 ans. Il reportera toute son affection sur son neveu Jean, qu'il considère comme un véritable fils, lui enseignant constamment les traditions familiales. Il l'adoptera en 1924.
Au décès de son père, en 1926, il devient le treizième duc de La Rochefoucauld.

### Mariage et descendance
Le 26 décembre 1917, à la mairie du VIIIe arrondissement de Paris, Jean de La Rochefoucauld épouse Edmée Frisch de Fels, femme de lettres, chevalier de la Légion d'honneur, fille du comte Edmond Frisch de Fels et de Jeanne Lebaudy.
Le jeune couple, qui fait partie de la haute société parisienne de l'époque, s'installe dans un hôtel particulier, au 8 place des Etats-Unis, à Paris 16e, où son épouse tint un célèbre salon, un des derniers salons de Paris, fréquenté en particulier par de nombreux écrivains, hommes politiques et gens du monde. Tous deux ont quatre enfants : 
- Isabelle de La Rochefoucauld (1919-2011), mariée en 1938 avec Jean de Mailly-Nesle, marquis de Mailly-Nesle (1916-2001), dont deux fils ;
- François de La Rochefoucauld, 14e duc de La Rochefoucauld (1920-2011), marié en 1946 avec Jeanine Petit ; en 1950 avec Sonia Matossian (dont postérité) ; en 1967 avec Jeanne-Marie de Villiers-Terrage (1921-2004) ;
- Philippe de La Rochefoucauld (1922-1993), marié en 1946 avec la comtesse Monique d'Oultremont (1926-1985), puis en 1965 avec Ariane Zographos (1928-2012)
- Solange de La Rochefoucauld, écrivain (1933-2016), mariée en 1955 avec Jean-Claude Fasquelle, éditeur (1930-2011), dont postérité.

Jean de La Rochefoucauld meurt le 3 janvier 1970 à son domicile de la place des États-Unis. Il est inhumé à Montmirail, dans la crypte familiale située sous l'autel de la chapelle ducale du couvent de Montléan.

### Montmirail
Ayant hérité de sa famille paternelle le château de La Rochefoucauld et le château de Montmirail, Jean de La Rochefoucauld est élu conseiller municipal de Montmirail en 1919.
En 1929, au décès accidentel du maire Lucien Mathieu, il est élu maire de la commune et le reste jusque 1944. En 1959, il est à nouveau élu maire, jusqu'en 1963. En 1937, il est élu conseiller-général de la Marne pour le canton de Montmirail et siège au conseil-général de la Marne jusqu'en 1940.
Jean de la Rochefoucauld fut un grand bienfaiteur de la ville. Durant la guerre 39-45, son esprit de conciliation vint à bout de bien des drames avec l’occupant, tant sur le plan municipal qu’avec les particuliers. Des témoins ont raconté que, peu avant la Libération, neuf habitants de Marchais-en-Brie, alignés le long d'un mur de la place Remy-Petit, attendaient que l’ordre soit donné au peloton d’exécution. C’est grâce à son intervention que ces hommes ont eu, in extremis, la vie sauve.
Une rue de la commune de Montmirail porte son nom.

### Distinctions
- Chevalier de la Légion d'honneur
- Croix de guerre 1914-1918